# Złudzenie kontroli
Złudzenie kontroli – błąd poznawczy, oparty na przekonaniu o możliwości wpływania na sytuacje, na które w rzeczywistości żadnego wpływu się nie ma. Osoba ulegająca złudzeniu kontroli wierzy, że im bardziej osobiście angażuje się w określone działanie, tym większy ma wpływ na jego przebieg. Pojęcie dotyczy również przekonania o możliwości korzystnego wpływania za pomocą swoich działań na zdarzenia losowe.
Złudzenie kontroli wzmacniane jest przez pięć atrybutów działania:
- Wybór,
- Sekwencję pozytywnych wyników,
- Znajomość problemu – nawet ludzie o niewielkiej wiedzy na temat inwestowania czują, że potrafią kontrolować los swoich aktywów,
- Informację,
- Zaangażowanie.